# Federazione italiana per il superamento dell'handicap
La Federazione italiana per il superamento dell'handicap (FISH) è l'organizzazione ombrello che raggruppa le più rappresentative associazioni di persone con disabilità e dei loro familiari.

## Storia
La Federazione Italiana per il Superamento dell’Handicap (FISH) è stata costituita a Roma nel 1994, assumendo successivamente lo status di organizzazione non lucrativa di utilità sociale (ONLUS) e di associazione di promozione sociale (APS). Presidente della Federazione dal 2014 è Vincenzo Falabella.
Il giornalista Franco Bomprezzi è stato uno degli attivisti della FISH.

## Descrizione
L'azione politica, culturale e informativa della FISH è rivolta all'inclusione sociale, alla non discriminazione e alla garanzia delle pari opportunità in ogni ambito della vita delle persone con disabilità.
Tali azioni hanno ricevuto ulteriore impulso dopo l'approvazione della Convenzione ONU sui diritti delle persone con disabilità (2006), ratificata in Italia dalla legge 24 febbraio 2009, n. 18.
I principi in essa espressi costituiscono un rinnovato manifesto ideale per la Federazione e per la rete associativa che vi si riconosce e che individua nella FISH la propria voce unitaria nei confronti delle principali istituzioni del Paese.
La Federazione pone un'attenzione prioritaria alla condizione delle persone con disabilità complesse, non sempre in grado di autorappresentarsi, ed al supporto dei loro nuclei familiari, oltre che al contrasto ad ogni forma di segregazione.

## Organizzazione
La Federazione Italiana per il Superamento dell’Handicap (FISH) è un'organizzazione ombrello che raggruppa le più rappresentative associazioni di persone con disabilità e dei loro familiari.
La Federazione è membro del Forum italiano sulla disabilità (FID), l'organismo che rappresenta l'Italia all'interno dell'European Disability Forum (EDF).
In tale ambito raccorda le politiche nazionali con quelle transnazionali, facendo sì che il contributo del movimento italiano per i diritti delle persone con disabilità venga rappresentato in modo coerente, ad esempio, presso l'Unione europea o le Nazioni Unite.
Oltre al proprio sito ufficiale, la Federazione è editore della testata giornalistica on-line è Superando.it e del sito Condicio.

### Associazioni aderenti
- Associazione bambini cerebrolesi (ABC ONLUS)
- Associazione disabili visivi (ADV)
- Associazione italiana contro l'epilessia (AICE)
- Associazione italiana persone down (AIPD)
- Associazione italiana per la lotta alle sindromi atassiche (AISA)
- Associazione italiana sclerosi multipla (AISM)
- Associazione italiana stomizzati (AISTOM)
- Associazione nazionale famiglie di persone con disabilità intellettiva e/o relazionale (ANFFAS)
- Associazione nazionale genitori di soggetti autistici (ANGSA)
- Associazione nazionale per la promozione e la difesa dei diritti delle persone disabili (ANIEP)
- Associazioni provinciali invalidi civili e cittadini anziani (APICI)
- Associazione italiana sindrome X fragile (AISXF)
- Disabled Peoples’ International Italia (DPI)
- European Network on Independent Living (ENIL)
- Federazione associazioni italiane para-tetraplegici (FAIP)
- Federazione nazionale delle associazioni a tutela delle persone con autismo e sindrome di asperger (FANTASIA)
- Famiglie italiane associate per la difesa dei diritti degli audiolesi (FIADDA)
- Federazione italiana incontinenti e disfunzioni del pavimento pelvico (FINCO-PP)
- Federazione nazionale associazioni trauma cranico (FNATC)
- Lega del filo d'oro (LFO)
- Movimento apostolico ciechi (MAC)
- Parent Project Onlus (PP ONLUS)
- Parkinson Italia (API ONLUS)
- Associazione nazionale per la lotta alle distrofie retiniche (ANLDR)
- Unione italiana lotta alla distrofia muscolare (UILDM)
- Unione nazionale italiana trasporto ammalati a Lourdes e santuari internazionali (UNITALSI)

## Struttura

### Presidenti Nazionali
- Mario Alberto Battaglia (1994 - 1996)[4]
- Pietro Barbieri (1996 - 2014)[5]
- Vincenza Falabella (2014 - in carica)

### Federazioni Regionali
La FISH è presente con proprie Federazioni territoriali in 17 regioni.